# بالاخره سحر شد
بالاخره سحر شد یا سرانجام سپیده‌دم (به انگلیسی: Finally Dawn) فیلمی محصول سال ۲۰۲۳ و به کارگردانی ساوریو کوستانتسو است. در این فیلم بازیگرانی همچون لیلی جیمز، ویلم دفو، جو کیری و ریچل سنوت ایفای نقش کرده‌اند.